# The Last Ship
The Last Ship är en amerikansk postapokalyptisk TV-seriedrama. Den är baserad på romanen med samma namn från 1988, av William Brinkley. I serien har en global pandemi utrotat 80% av världens befolkning. En jagare av Arleigh Burke-klass från amerikanska flottan, den fiktiva USS Nathan James (DDG-151), har klarat sig utan att drabbats och besättningen, bestående av 218 män och kvinnor, försöker att finna ett botemedel för att stoppa viruset och rädda mänskligheten.
I maj 2013 beställde kabelkanalen TNT 10 stycken avsnitt av serien. Serien hade premiär den 22 juni 2014 kl. 21.00EDT.
Den 18 juli 2014 förnyades The Last Ship för en andra säsong med 13 avsnitt. Den andra säsongen hade premiär den 21 juni 2015.
Den 11 augusti 2015 förnyades serien med en tredje säsong bestående av 13 avsnitt. Planerad premiär är sommaren 2016.

## Mottagande
The Last Ship har till största del fått positiva recensioner från TV-kritiker. I juli 2014 hade serien en Metacritic-poäng på 61 av 100 baserad på 22 "generally favorable" recensioner.  The review aggregator website Rotten Tomatoes som sammanställer recensioner rapporterade att i augusti 2014 gav 64% av kritikerna serien "fresh" med ett snittbetyg på 6/10 baserat på 28 recensioner.